# Sören Larsson
Karl Sören Larsson, född 12 maj 1953 i Hallsberg, död där 1 december 2007, var en svensk politiker, kommunalråd för socialdemokraterna i Hallsbergs kommun och vid sin död kommunstyrelsens ordförande. Han var gift, men änkling sedan 1991.
Larsson hade även förtroendeuppdrag inom Örebro läns landsting och Sveriges Kommuner och Landsting. Efter hans död har Sören Larssons minnesfond instiftats, som delar ut stipendier till personer och föreningar som gjort viktiga insatser för ungdomsidrotten i Hallsbergs kommun. Minnesfonden är en fristående ideell förening.